# Rosa 'Louise Odier'
Rosa 'Louise Odier' — сорт роз из группы Бурбонские розы (англ. Bourbon Rose), по другой классификации Старинные (англ. Old Roses) (Бурбон и Ремонтантные (англ. Hybrid Perpetual)) розы. В тёплом климате — короткий клаймер (англ. Climber).
Роза 'Louise Odier' напоминает 'Reine Victoria', имея все её достоинства, при этом обладает большей устойчивостью к заболеваниям и более плотной архитектоникой куста.

## История и происхождение
Существует предположение, что эта роза была названа в честь жены или дочери селекционера James Odier, работавшего в питомнике Bellevue, недалеко от Парижа, который принимал активное участие при введении этого сорта в культуру. Возможно, он и был фактическим создателем 'Louise Odier', поскольку Марготтен позднее выкупил у него полное право на распространение этого сорта.
Из Франции в 1855 году 'Louise Odier' была ввезена в Англию.

## Биологическое описание
Пентаплоид (содержит 5 гаплоидных наборов хромосом), согласно другому источнику кариотип: 2n = 28.
Куст прямостоячий с хорошо облиствёнными жёсткими и сильно колючими побегами. Высота 130—150 см, в тёплом климате растения достигают 300 см в высоту и 200 в ширину.
Листья светло-зелёные.
В соцветиях до 4—5 цветков.
Цветки напоминают по форме цветки камелии и центифольных роз, диаметр 6—7 см, махровые, лавандово-розовые (розовые с сиреневым оттенком) с более ярким розовым центром.
Лепестков 28—56.
Аромат сильный (8/10). Вначале цветки пахнут лимонными леденцами, затем приобретают розовый аромат.
Цветение повторное.

## В культуре
Зоны морозостойкости: от 5b (−23.3 °C… −26.1 °C) до более тёплых.
Может выращиваться в полутени.
Некоторые авторы рекомендуют производить ежегодную сильную обрезку, аналогичную сортам класса флорибунда

## Болезни и вредители
'Louise Odier' имеет низкую устойчивость к чёрной пятнистости.